# 褐一色螢金花蟲
褐一色螢金花蟲（学名：Issikia dimidiaticornis）为金花蟲科一色螢金花蟲屬下的一个种。